# Rafelder
Rafelder is een buurtschap in het westen van de gemeente Oude IJsselstreek in de Nederlandse provincie Gelderland. Kerkelijk gezien hoort Rafelder bij het naburige Etten.

## Geschiedenis
In het jaar 1851 is er steenkool gevonden in Rafelder. Eveneens is bekend dat er in dat jaar 14 huizen in Rafelder stonden. De buurtschap telde toentertijd 110 inwoners.
De Driekoningenweg in Rafelder ontleent haar naam aan het feit dat er in vroeger tijden slechts drie boeren aan die weg woonden, die veel invloed hadden.

## Trivia
Toen er in de Tweede Wereldoorlog een Engels vliegtuig was neergeschoten in de naburige buurtschap Ziek meldde Radio Bremen dat Ziek gelegen was nabij het stadje (sic) Rafelder.

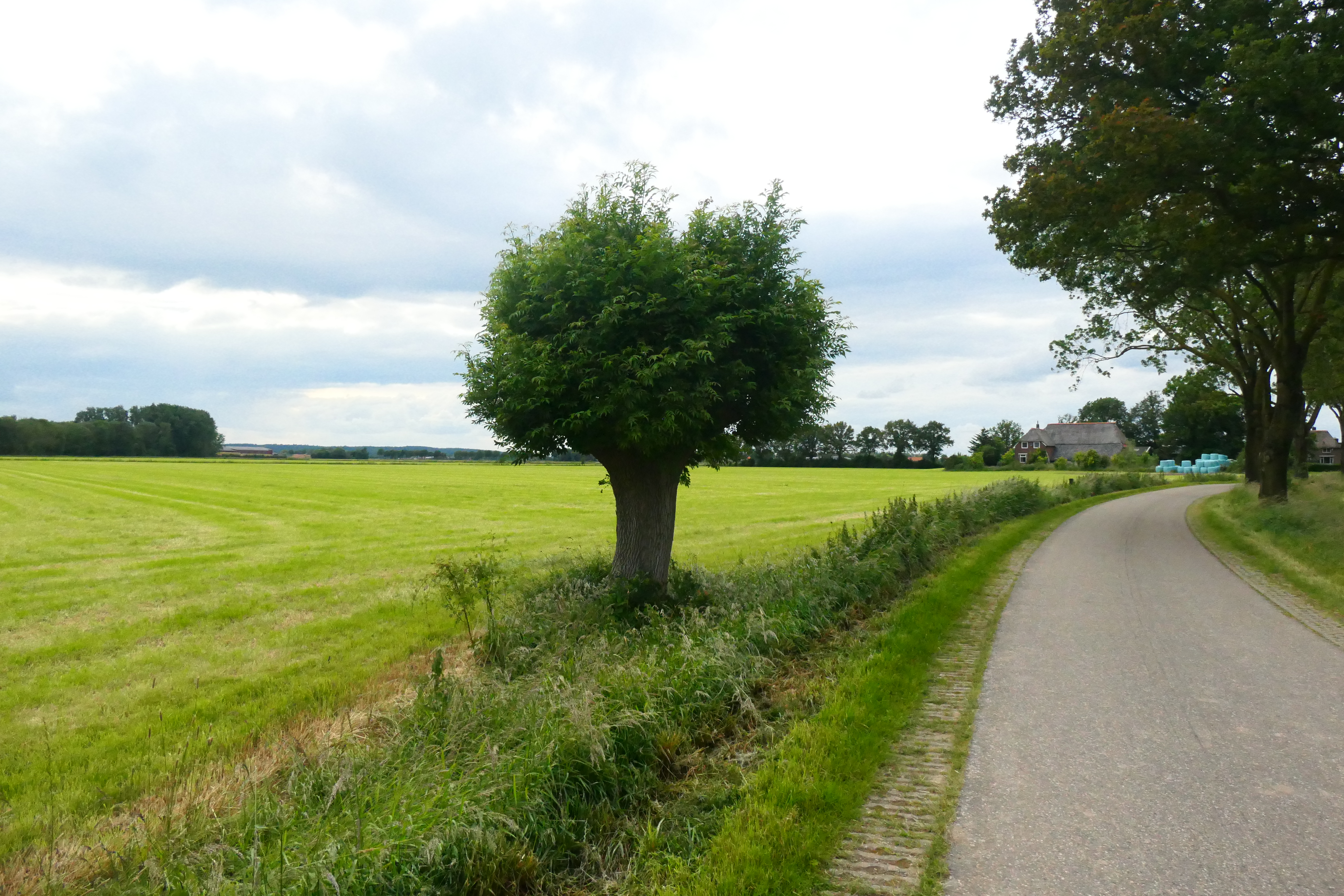
Knotwilg aan de Driekoningenweg
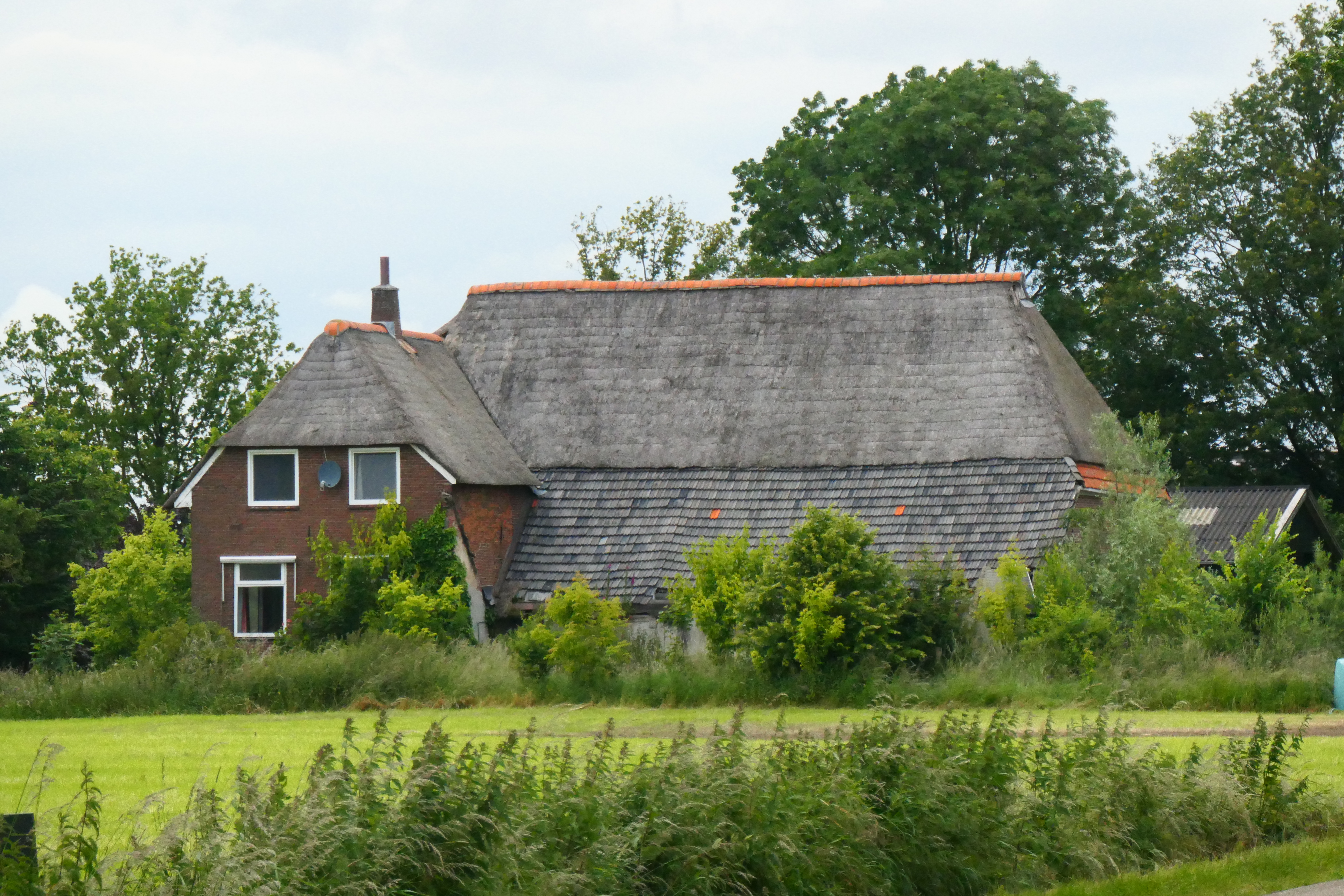
Rietgedekte boerderij
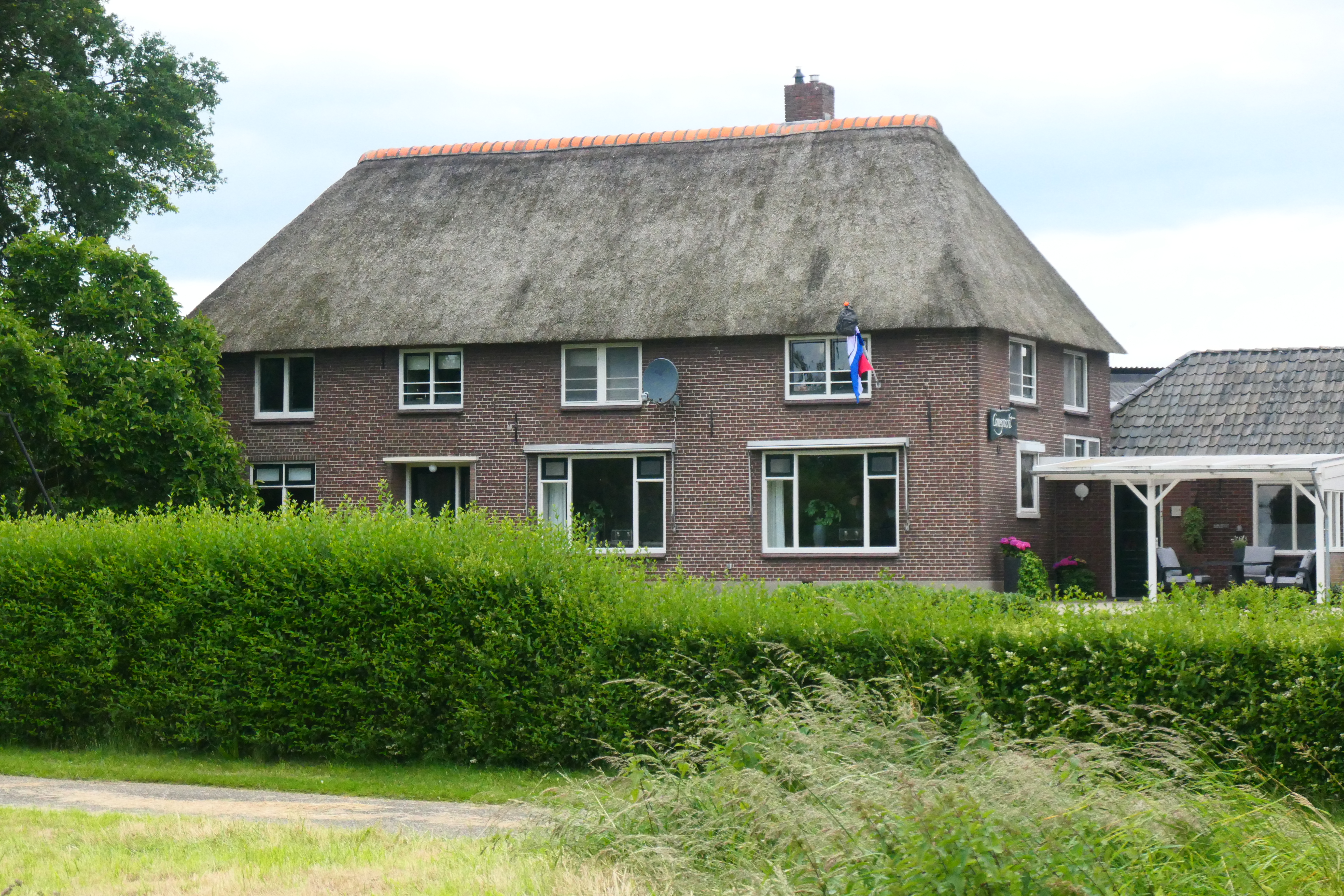
Rietgedekte boerenwoning
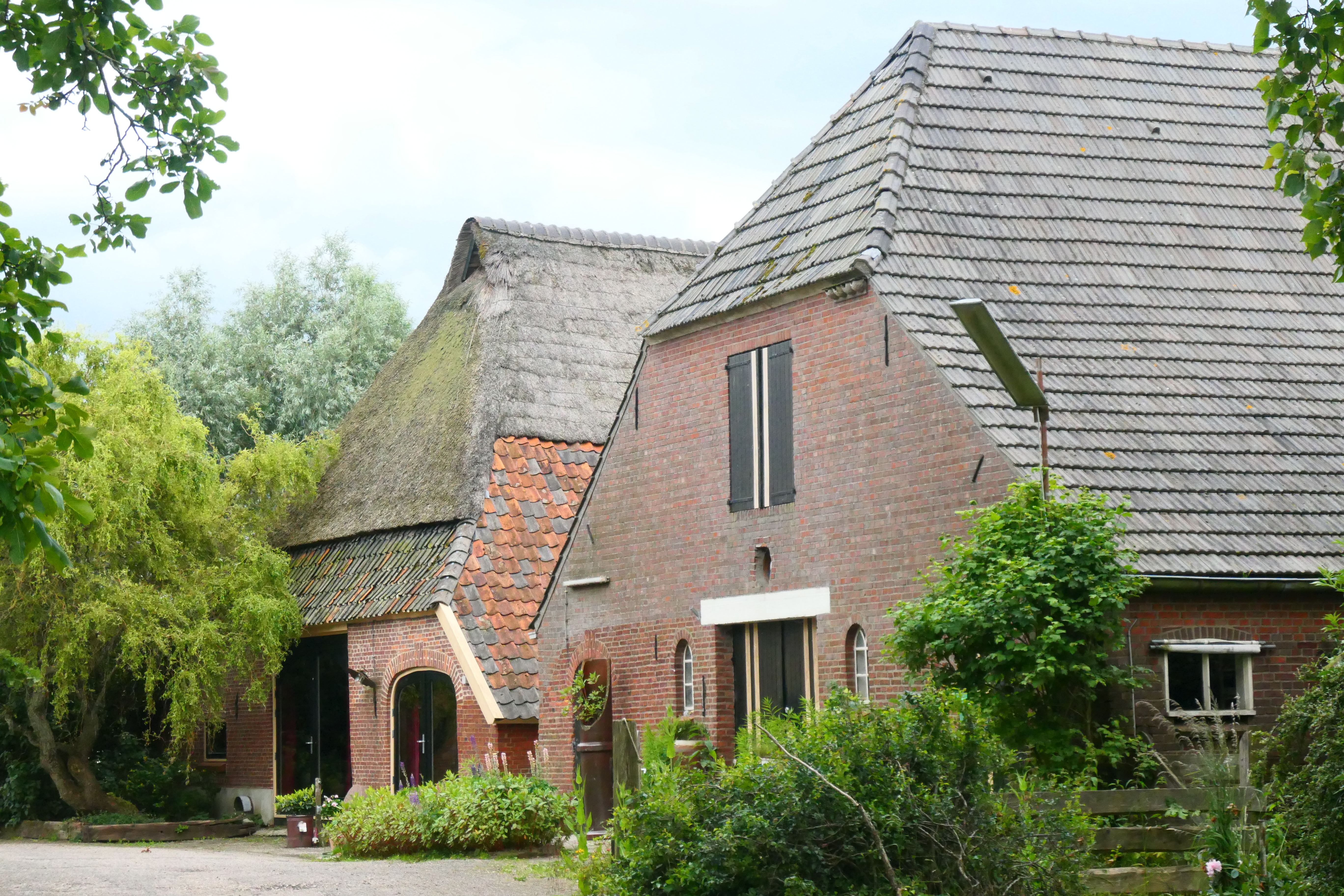
Biologische Boerderij
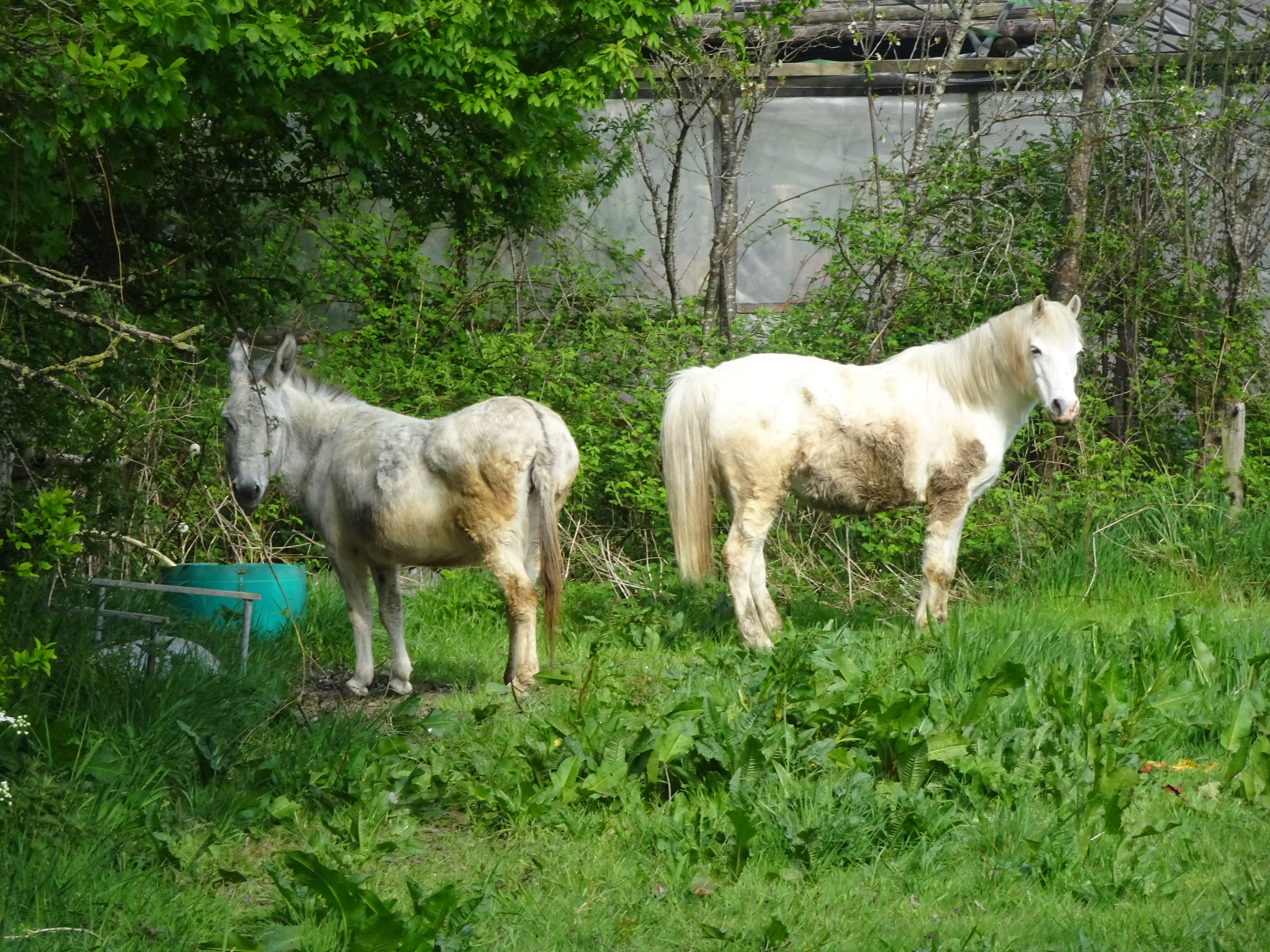
Witte pony en ezel
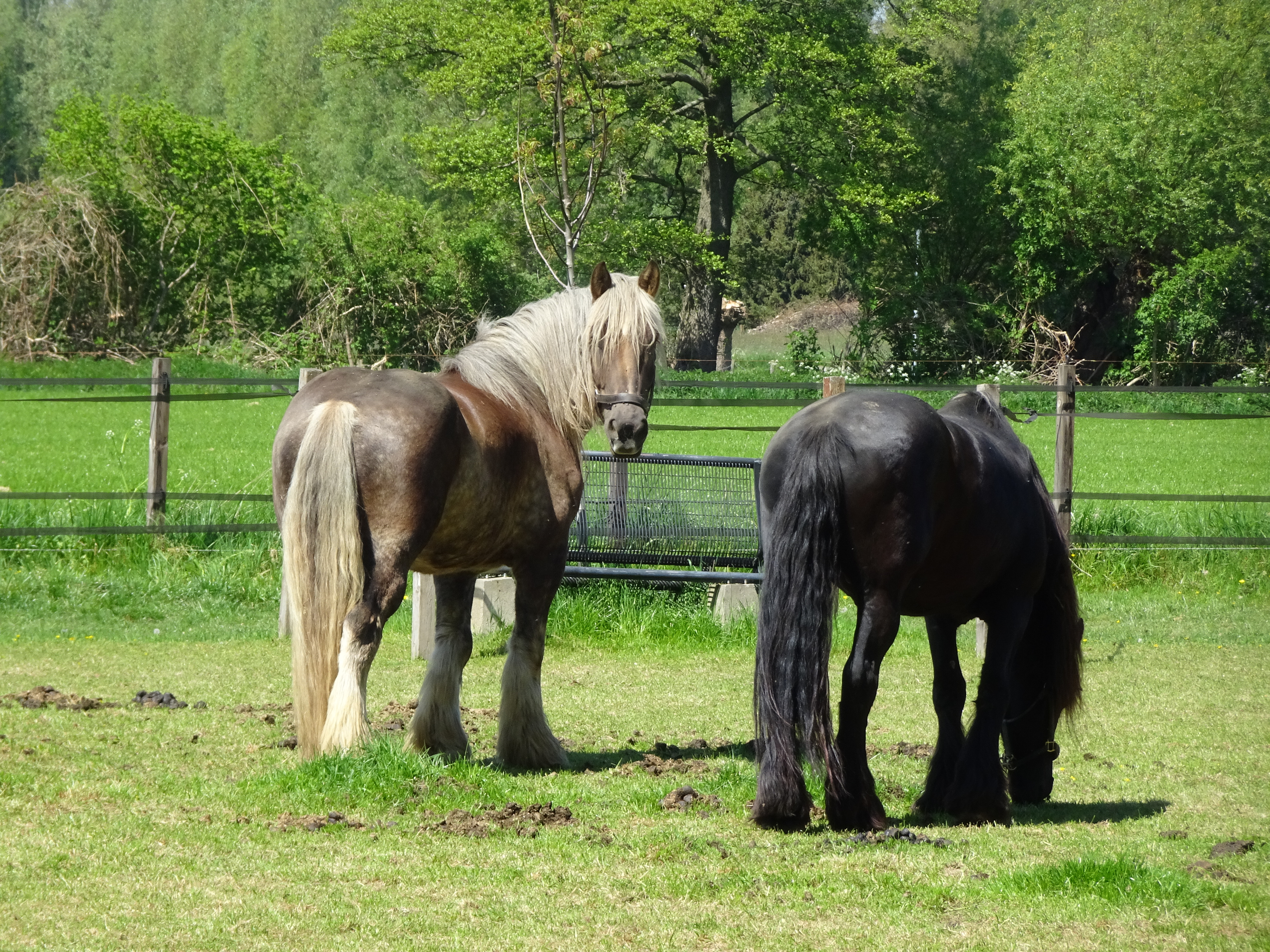
Paarden Rafelderseweg

Stad: Terborg

Dorpen: Bontebrug · Breedenbroek · Etten · Gendringen · Megchelen · Netterden · Silvolde · Sinderen · Ulft · Varsselder · Varsseveld · Westendorp

Buurtschappen en gehuchten: De Heuven · Engbergen · Heelweg-Oost · Heelweg-West · Milt · Vriezelaar · Rafelder · Veldhunten · Voorst · Wals · Warm · Wieken · IJsselhunten · Ziek

Gelderland: Steden en dorpen in Gelderland      Nederland: Provincies · Gemeenten